# 닌텐독스
《닌텐독스》(Nintendogs)는 휴대용 게임기 닌텐도 DS용 애완견 키우기 게임이다. 닌텐도 DS의 터치스크린과 마이크 입력을 통해 강아지와 생활해가며, 운동과 재주를 연습하여 강아지 대회에 내보낼 수도 있다.
원래는 게임큐브용 게임으로 출발했으나 취소되고 휴대용 게임으로 다시 제작된다. 2004년 E3에서 닌텐도DS의 기술데모로서 데뷰하여 2005년 4월 일본을 시작으로 전 세계에 발매된다. 이 게임은 게임 평론가들에게 좋은 평가를 받고 있으며, 2005년 5월 엄중한 평가로 유명한 일본 화미츠(패미통) 잡지에서 40점 만점에 40점을 받았다. 현재 이 잡지의 평가에서 40점 만점을 받은 타이틀은 총 5개이다. 이용등급은 전체이용가이다.
대한민국에서는 2005년 5월 3일에 대원씨아이에서 발매했고 2007년 5월 3일 그동안 닌텐도의 한국 발매를 담당했던 대원씨아이를 대신해서 한국닌텐도에서 한글화를 해서 다시 발매했다.
강아지의 종류는 일본판이 15종, 북미판은 18종이다. 이 게임은 세가지 패키지로 발매되었으며, 하나의 패키지마다 일본판은 5종의 강아지가, 북미판과 한국판은 6종의 강아지가 게임 시작시 선택할 수 있도록 되어 있다.
닌텐독스는 현재까지 닌텐도DS 소프트웨어 중 가장 빨리 팔려나간 소프트웨어이다. 일본 발매 첫 주 매상이
168,000개를 기록했으며, 같은 기간에 닌텐도DS의 판매량은 그 전 주의 4배인 95,000대로 상승했다. 2005년 9월 21일, 미국 닌텐도의 발표에 따르면 8월 22일 발매한 북미 닌텐독스와 일본 닌텐독스의 판매량의 합이 약 150만개라고 한다.

## 게임의 종류
아래는 한국닌텐도 게임 기준으로 나오는 개의 종류들이다.
- 치와와 & 친구들

치와와, 저먼 셰퍼드 독, 복서, 요크셔테리어, 셰틀랜드 쉽독, 카발리에 킹 찰스 스파니얼
- 닥스훈트 & 친구들

미니어처 닥스훈트, 골든 리트리버, 비글, 퍼그, 시베리안 허스키, 시츄
- 래브라도 & 친구들 (일본판 이름은은 시바 이누 & 친구들.)

래브라도 리트리버, 미니어처 슈나우저, 토이 푸들, 펨브록 웰시코르기, 미니어처 핀셔, 시바 이누
- 달마시안 & 친구들 (대한민국에서는 미발매)

달마시안, 비글, 골든 리트리버, 요크셔테리어, 저먼 셰퍼드 독, 복서
게임을 진행하면서 점수(최대 주인 포인트는 99,999포인트이다.)를 모으거나, 다른 닌텐독스 게이머와 무선 통신을 함으로써 초기의 5·6종 외의 강아지도 선택이 가능해진다. 게임을 계속 진행하여 50,000포인트가 되면 세 종류의 패키지 모두 15종·18종의 강아지를 선택할 수 있게 된다. 북미 및 대한민국, 유럽, 싱가포르 버전에는 숨겨진 두 종, 일본판에도 한 종류의 숨겨진 강아지가 있다. (숨겨진 강아지는 달마시안, 잭 러셀 테리어이다.)

## 애견 용품 목록

### 스포츠
테니스 공,멍멍이 공,버섯,원반,축구공,쿠션,고무뼈다귀 등이 있다.
멍멍이 공,버섯 등은 바닥이나 벽, 천장에 닿을 때 소리가 난다.
기본적인 원반을 제외한 나머지 스포츠 용품들은 디스카운트 샵이나 애견용품 가게에서 구입 할 수 없고 산책을 통해 선물상자에서 수집이 가능하다.

### 기타
오로지 산책을 통해서만 수집할 수 있으며 못,휴지,나뭇가지,빈병,일회용,부츠(악세사리 아님),돼지 저금통,도자기 등등 수집하는 재미가 있다.
던지면 쉽개 깨져버리는 기타 수집품은 동전들이 떨어지는 연출은 볼 수 있으며 소량의 돈으로 들어간다.
기타 수집품 중에서도 주변에서 쉽게 볼 수 없는 수집품들을 중고점에서 판매시 매우 비싼가격으로 팔 수 있다.

### 악세사리
강아지의 변신은 무죄! 암컷에게는 아름다움을! 수컷에게는 멋진 스타일을!! 그러나 하나밖에 착용할 수 없는 점이 매우 아쉬운점이다. 악세사리의 수집품들은 셀수 없이 무궁무진하며 색상별 형태 모양 셍김세 등으로 따지고보면 수십가지가 넘는다.
그 개수는 이 내용을 작성한 나역시 아직도 수집중이다. 가장 기본적인 리본과 목줄은 디스카운트 샵이나 애견용품 가게에서 구입 가능하지만.
기본 색상에 기본적으로 주어지는 악세사리 이므로 별로 볼품 없다. 리본은 노랑,빨강 목줄은 검정,빨강이 있다.
그외에는 산책을 통한 수집으로 모을 수 있는데.
안경=선글라스 3D 안경 학자안경 스포츠 안경 등
모자=카스케트 등
리본=물방울 체크무늬 줄무니 등
목줄=백금 스파이크 얼룩무늬 등
반복적인 일상이 지루하다면 악세서리들을 수집하는 재미도 나름대로 쏠쏠하기에 산책을 여러번 다녀오는것을 추천한다.

### 음악
전자 피아노는 디스카운트 샵에서 매우 희박하게 구입할 수 있다. 그러나 가격이 비싸므로 200,000 정도 들고 다니는 것이 좋다.
산책을 통해 수집할 수 있는 여러 가지 장르 음악들을 수집할 수 있지만, 굉장히 수집하기가 어렵다. 생김세는 CD 형태가 아닌 레코드 판으로 되어있고 레코트 플레이어는 기본으로 가지고 있다.
음악도 시리즈 별로 수집해야 하며 하이든의 놀람교향곡을 비롯한 6종의 클래식 음악 영화 닌텐독스?에서 사용되었다던 아침밥 음악을 비롯한 5종의 음악을 수집할 수가 있다고 한다. 아마 예상 하는 것인데, 발견확률은 희박하면서 수집하기 위해서는 한두끝도 없을것 같아보인다.
화이트 레코드는 처음으로 시작할 때 기본적으로 가지고 있으며 자신만의 목소리를 담을 수 있다. 이 기능은 통신으로 만나는 주인에게 인사말을 남길 수 있지만 10초도 채 되지 않는 분량을 녹음할 수 있으므로 간략하게 녹음 할 수 있다.
이미 녹음을 했다면 녹음기록을 지운다음 새로 녹음하여야 이전에 녹음된 기록까지 곂치지 않는다.
여러번 녹음을 계속하게 되면 이전에 녹음된 내용은 소리가 작아지고 방금 녹음한 목소리가 크게 들린다.

## 이름짓기
강아지가 안정되면 이름을 지어 준다. 한글이나 영어, 숫자로 이름을 지을 수 있으며 가능하면 2~3글자의 이름을 짓는 것이 좋다고 한다. 첫 강아지에게 이름을 지으고 재주 가르치기 전에만 이름을 자동으로 잊었을 경우를 이용해 이름을 바꿀 수있다. 첫 강아지에게 재주를 가르친 후 혹은 그 이후 강아지 (둘째, 셋째 이후) 에게 이름을 지으면 그 강아지는 이름을 바꾸기가 불가능하다. 그래서 신중하게 이름을 지어야 한다.

## 보살피기와 훈련
강아지의 상태가 좋지 않을 때는 물이나 강아지 사료 또는 샴푸, 브러시로 보살펴 줄 수 있는데, 강아지 보살피기에 익숙해지면 앉아, 손, 엎드려, 굴러, 돌아, 점프, 일어서 등을 가르치는 훈련을 시킬 수 있다. 물이나 사료를 주지 않고 굶길 경우, 가출을 하지만, 얼마후에 다시 돌아온다.

## 통신
통신은 닌텐도 DS 무선 통신을 작동시켜 통신 상대를 찾는다.(당신의 주인 정보도 강아지와 함께 보내게 된다.)

## 쇼핑
쇼핑은 '외출'을 선택하며 '쇼핑'을 선택하면 된다. 사전에 돈을 확인하여야 한다.

### 애견 용품 가게
애견 용품 가게에서는 물, 우유, 사료, 샴푸, 고무 브러시, 철 브러시, 원반, 가죽 목걸이, 리본 을 구입할 수 있다.

### 중고 전문점
중고 전문점은 필요 없는 애견 용품을 매입하는 곳이다. 팔고 싶은 애견 용품을 팔 수 있으나 물건을 팔기 전에 주의를 해야 한다.

### 애견 센터
애견 센터는 강아지를 사거나 애견 센터 안에 있는 강아지들과 놀 수 있다.
- 사기 : 강아지를 살 수 있다
- 견학 : 애견 센터에서 기르는 강아지들과 자유롭게 놀 수 있다. 래브라도 리트리버,미니어처 닥스훈트,치와와 와 놀수 있다.

### 실내 장식 가게
실내 장식 가게는 실내 장식을 주문할 수 있는 가게이다.

### 애견 호텔
애견 호텔은 강아지를 위한 호텔이다. 강아지를 바꾸거나 맡기기, 찾기 등을 할 수 있다.
강아지 건네기를 통해 강아지를 다른 누군가에게 건네줄 수 있지만 한번 건네주게되면 영원히 작별하게 되는셈이다.

## 대회
대회는 휴일이 없이 계속된다. 대회에서 1등을 하면 하면 한 단계 올라가고, Too Bad...이 되면 한 단계 내려간다. 등급이 올라가면 상금도 올라간다(대회에서 1등을 하면 상금을 많이 받는다). 챔피언십에서 우승하면 순위에 따라 돈을 각각 60만 원, 100만 원, 200만 원 벌 수 있다.

### 원반 던지기 대회
플레이어는 원반을 멀리 던져서 포인트를 확보하는 대회이다. 대회 중에서 가장 힘들다. 1단계 진출할수록 목표 포인트는 올라간다. 연습은 근처 공원에서 할 수 있다. 목표 포인트를 초과하거나 선두와 똑같은 포인트를 확보할 수 있다. 획득 점수:0~10점을 얻을 수 있다. 바닥의 색의 따라 점수가 달라진다. 강아지가 점프해서 원반을 잡을경우 +1점이 가해진다.

### 아질리티 대회
플레이어는 장애물을 통과하도록 잘 인도해야 하며 차례대로 통과를 해야 하는 대회다. 초심자 클래스에는 터널과 보통 허들만 있지만, 오픈 클래스에는 이중 허들과 시소가 생기고, 숙련자 이상에서 지그재그 코스가 생기게 되고 챔피언쉽에서는 나왔던 장애물들이 더욱 심화되어 나온다. 연습은 산책 중 근처 체육관에 가서 연습할 수 있다. 그리고 자세히는 애견 용품에서 '보살피기'로 들어가서 '아질리티 책'을 읽으면 된다.
- 허들은 허들의 위를 터치하여 강아지가 허들 위를 뛰어넘는다. 잘못 터치를 하면 허들이 무너져서 Miss를 받는다.
- 터널 통과는 파란 통 입구로 터치를 하면 되며 터널을 통과할 때는 강아지가 보이지 않으므로 통로에 맞게 터치를 해야 한다. 중간에 부딪히면 다른 방향으로 갈 수도 있다.
- 시소는 끝부분을 터치하면 강아지가 시소를 타는데 시소에 탔으면 반대쪽을 터치하여 내리면 된다. 시소가 지면에 닿기 전에 강아지가 지면에 내려오면 감점이 되며 강아지의 뒤쪽을 터치하여 시소에서 내리지 않도록 도와야 한다.
- 지그재그 코스는 코스에 시작점을 터치하면 강아지가 코스로 들어가는데 강아지가 코스에 들어가면 기둥의 사이를 지그재그로 슬라이드를 해야 한다.

### 애견 대회
플레이어가 목소리로 지시를 내리는 대회이다. 초심자 클래스에는 '앉아', '손', '엎드려', '자유 연기' 4종밖에 없지만, 오픈 클래스에서 '굴러', '돌아'가 생기고, 숙련자 이상에서 '점프', '일어서'가 생겼다. 연습은 집에서 할 수 있으며 재주를 기억하는 수가 많은 강아지에게 적합한 대회이다.

## 산책
강아지는 산책을 무척 좋아한다. 하루에 한 번은 산책에 데리고 나간다. 쓰레기를 주워 먹어서는 안 되며, 대변을 누면 터치펜으로 치운다. 만약 이것을 어기면, 주인포인트가 감점이 된다. 쓰레기를 먹으면 배가 아파져서 10초동안 따라오는 속도가 느려지다가 다시 복귀한다. 이것으로 상태에서 먹은 것은 평소에 볼 수 없는 것을 보게 된다. 가끔 땅에 떨어진 선물을 주워 줄때가 있다. 참고로 산책을 많이 하다 보면 산책이 익숙해져서 먼 거리도 다녀올 수 있다. 산책은 적어도 30분정도의 휴식을 취하고 다음산책을 같은 강아지에게 할 수 있다. 산책을 마치면 75에서 200점까지 득점된다. 가끔은 0점을 받는 경우도 있다.

### 다른 강아지와 만나기
산책 중에 가다 보면 이웃 강아지들과 만난다. 강아지에게 친구를 잔뜩 만들어 준다. 강아지 주인들의 충고도 많은 도움이 된다. 만약 이곳에서 친하게 지냈을 경우, 주인포인트가 증가한다. 반면, 싸웠을 경우, 주인포인트가 감점이 된다.

### 공원
산책을 많이 하다 보면 먼 거리를 갈 수 있어서 공원에 갈 수도 있다. 산책 중 길을 가다가 공원 근처를 지날 때 팔각정과 나무들이 보인다. 공원에 들어서면 이웃 강아지들을 만날 수 있다. 공원에서는 이웃 강아지들과 원반 던지기를 할 수 있다. 그리고 공원에서는 씻거나 책을 읽을 수 없다.

### 체육관
산책을 하다 보면 체육관에도 갈 수 있다. 체육관에서는 아질리티 대회 연습을 할 수 있으며 순서와는 상관이 없이 계속 할 수 있다.

### 디스카운트 샵
디스카운트 샵에서는 일반 애견 용품 가게보다 더 저렴한 값으로 물, 우유, 건조 사료, 통조림 사료, 단모용 삼푸, 장모용 샴푸, 고무 브러시, 철 브러시, 원반, 가죽 목걸이, 리본을 구입할 수 있다.
일부 시간의 경우, 추가로 육포, 비스킷, 풍선, 빗중, 줄넘기 등을 구입할 수 있다.

## 평가
| Nintendogs: Chihuahua & Friends |        |
| --- | ------ |
| 통합 점수 통합사 점수 게임랭킹스 85.27% [ 1 ] 메타크리틱 83/100 평론 점수 평론사 점수 1UP.com B+ 에지 7/10 유로게이머 8/10 패미츠 40/40 [ 2 ] 게임 인포머 8/10 게임프로 게임즈마스터 82/100 게임스팟 9.1/10 게임스파이 게임존 9.3/10 IGN 8.8/10 |        |
| 통합 점수 |        |
| 통합사 | 점수   |
| 게임랭킹스 | 85.27% |
| 메타크리틱 | 83/100 |
| 평론 점수 |        |
| 평론사 | 점수   |
| 1UP.com | B+     |
| 에지 | 7/10   |
| 유로게이머 | 8/10   |
| 패미츠 | 40/40  |
| 게임 인포머 | 8/10   |
| 게임프로 | 4.5/별 |
| 게임즈마스터 | 82/100 |
| 게임스팟 | 9.1/10 |
| 게임스파이 | 3.5/별 |
| 게임존 | 9.3/10 |
| IGN | 8.8/10 |